# Алкатерекский сельский округ
Алкатерекский сельский округ (каз. Алқатерек ауылдық округі) — административная единица в составе Акжарского района Северо-Казахстанской области Казахстана. Административный центр и единственный населенный пункт — аул Алкатерек.
Население — 904 человека (2009, 1142 в 1999, 1543 в 1989).

## История
Алкатерекский сельский округ образован 24 декабря 1993 года решением главы Кокчетавской областной администрации. Село Кызылтан было ликвидировано 30 октября 1998 года.
До 1993 года сельский округ назывался Чистяковский.

## Состав
В состав округа входят такие населенные пункты:
| Населенный пункт | Население, человек (1989) | Население, человек (1999) | Население, человек (2009) |
| ---------------- | ------------------------- | ------------------------- | ------------------------- |
| Алкатерек, аул   | 1515                      | 1142                      | 904                       |
| Кызылтан, село   | 28                        | -                         | -                         |